# Thuốc thử Denigés
Thuốc thử Denigés được phát triển năm 1898 bởi G. Denigés, là một thuốc thử dùng để phân tích định tính vô cơ.

## Ứng dụng
Thuốc thử Denigés được sử dụng để phát hiện isolefin hoặc  tertiary alcohol có thể dễ dàng mất nước để tạo thành isoolefin với sự có mặt của axit. Việc xử lý các dung dịch chứa isolefin hoặc tertiary alcoholvới, phản ứng này sẽ dẫn đến sự hình thành chất kết tụ rắn màu vàng hoặc đỏ
.

## Điều chế
Mặc dù các stoichiometry khác nhau trong các hỗn hợp này thay đổi nồng độ của chất thử, chúng đều theo cùng một ý tưởng là thêm HgO vào nước cất và axit sunfuric đậm đặc. Thuốc thử Denigés cuối cùng là thủy ngân(II) sunfat trong dung dịch nước.
1. Cho 5 gam thủy ngân(II) oxit được hòa tan trong 40 mL nước cất. Hỗn hợp được khuấy chậm, trong khi 20 mL axit sunfuric đậm đặc được thêm vào. Sau khi bổ sung thêm 40 mL nước cất, dung dịch này được khuấy cho đến khi HgO được hòa tan hoàn toàn.
2. Thuốc thử Denigés 'cũng có thể được điều chế bằng cách hòa tan 5 gam HgO trong 20 mL axit sunfuric đặc và 100 mL nước cất.
3. Thuốc thử Denigés có thể được điều chế bằng cách sử dụng axit nitric thay cho axit sulfuric.

## Các vấn đề sức khỏe
Hít phải thuốc thử Denigés có thể gây ra ngộ độc cấp tính: gây nghẹt trong ngực, khó thở, ho và đau. Tiếp xúc với thuốc thử Denigés vào mắt có thể gây loét kết mạc và giác mạc. Nếu thủy ngân sunfat bị tiếp xúc với da nó có thể gây viêm da dị ứng. Cuối cùng, nuốt phải thủy ngân sulfat sẽ gây hoại tử, đau, nôn, và tẩy nặng. Nuốt phải có thể dẫn đến tử vong trong vòng vài giờ do sự sụp đổ mạch máu ngoại vi.